# Steve Jablonsky
Steve Jablonsky (9. listopada 1970.) je američki skladatelj glazbe za filmove, televiziju i računalne igre. Skladao je pjesme za filmove Teksaški masakr motornom pilom,  Steamboy, Otok,Transformers, D-War i računalnu igru Sims 3.

## Vanjske poveznice
- Steve Jablonsky u internetskoj bazi filmova IMDb-u (engl.)
- Steve Jablonsky na SoundtrackNet  Arhivirana inačica izvorne stranice od 7. srpnja 2011. (Wayback Machine)
- Steve Jablonsky  Arhivirana inačica izvorne stranice od 28. rujna 2007. (Wayback Machine)